# Chamaecrista gilliesii
Chamaecrista gilliesii är en ärtväxtart som först beskrevs av Hermann August Theodor Harms, och fick sitt nu gällande namn av Howard Samuel Irwin och Rupert Charles Barneby. Chamaecrista gilliesii ingår i släktet Chamaecrista och familjen ärtväxter. Inga underarter finns listade i Catalogue of Life.